# Alfredo Sirkis
Alfredo Hélio Syrkis (Río de Janeiro, 8 de diciembre de 1950-Nova Iguaçu, Río de Janeiro; 10 de julio de 2020) fue un periodista, escritor y político brasileño.
Desde 2016 fue el director ejecutivo del think tank Centro Brasil no Clima (CBC). Asimismo, entre 2016 y 2019 fue coordinador ejecutivo del Fórum Brasileño de Cambio Climático (FBMC). Fue diputado federal, uno de los fundadores del Partido Verde brasileño y uno de los exponentes de la ideología verde en Brasil. Entre sus obras destaca Os Carbonários (1980). Colaboró con los periódicos O Globo, Folha de S. Paulo, O Estado de S. Paulo, Valor Econômico y Correo Brasiliense.

## Biografía
Inició las actividades políticas en el movimiento estudiantil en 1967, en el gremio del Colegio de Aplicación de la Universidad Federal de Río de Janeiro. Coordinador del Gremio Libre de Aplicación, formó parte de la dirección de la Asociación Municipal de Estudiantes de Secundaria de Río de Janeiro y participó activamente en las manifestaciones de 1968 contra la dictadura militar en Brasil. Al año siguiente, Sirkis y un puñado de jóvenes izquierdistas ingresaron en la llamada Vanguardia Popular Revolucionaria, cuyo líder fue el excapitán del ejército Carlos Lamarca. Desde la clandestinidad y bajo el apodo de Felipe, participó en las acciones del grupo guerrillero (asaltos a bancos y tiendas y ataques a instalaciones militares). En una de sus acciones más sanguinarias, el grupo secuestró al embajador de Alemania Occidental, Ehrenfried von Holleben. Durante la acción, murió uno de sus guardaespaldas. El embajador alemán fue liberado tras cinco días de secuestro en pago de la liberación de cuarenta presos políticos.
Algunos meses después, en diciembre de 1970, el grupo secuestró al embajador suizo Giovanni Enrico Bucher. El gobierno rechazó indultar a presos con crímenes graves. Al final, Lamarca decidió en contra de la mayoría de los guerrilleros y aceptó la lista de setenta guerrilleros propuesta por los militares. Sirkis fue uno de los encargados de llevar en coche al embajador suizo hasta el lugar donde sería liberado. Sirkis relató estos hechos en el libro autobiográfico Os carbonários. La miniserie brasileña de televisión Anos Rebeldes, exhibida por la Rede Globo en 1992, fue inspirada, en parte, en esa obra.
Falleció el 10 de julio de 2020 en Nova Iguaçu en el estado de Río de Janeiro causa de un accidente automovilístico.

### Exilio
En 1971, Sirkis marcha al exilio. En 1973 se hizo corresponsal del diario francés Libération y fue enviado a Chile en la etapa de Salvador Allende. Precisamente, estaba en Santiago de Chile cuando ocurrió el golpe militar de 1973; desde Chile huyó a Buenos Aires. Pasó un año en Buenos Aires como corresponsal de Libération. En 1975 marchó a Lisboa como redactor jefe de la revista Cadernos do Terceiro Mundo, editor internacional del periódico Página Um y colaborador del periódico francés Le Monde diplomatique. En 1977 publicó el libro La guerra de Argentina, un ensayo sobre la historia argentina de 1945 a 1976.
Volvió a Brasil en 1979, tras la promulgación de la Ley Número 6 683 o ley de amnistía, que perdonó a quienes habían cometido crímenes políticos durante la dictadura militar brasileña.

### Militancia política
En 1980, publicó el libro de memorias Os carbonários, que se convirtió en un best seller y ganó el Premio Jabuti de 1981. Al año siguiente, lanzó un libro de memorias, esta vez abordando sus dos primeros años en el exilio: Roleta chilena, llevaba por título. En 1983, lanzó Corredor polonês, novela basada en la trayectoria de sus padres polacos. En 1985, hizo una incursión en el género de la ciencia ficción con Silicone XXI, donde describe un Río de Janeiro futurista.
Abandonando la ideología marxista de sus tiempos de guerrillero, Sirkis no entró para los tradicionales partidos de izquierda y se hizo uno de los exponentes de la ideología verde en Brasil. En 1986, fue uno de los fundadores del Partido Verde brasileño, su primer secretario general y presidente nacional entre 1991 y 1999. Fue elegido concejal del municipio de Río de Janeiro en 1988. Fue reelegido concejal en 1992. Más tarde fue nombrado secretario municipal de medio ambiente de Río de Janeiro, entre 1993 y abril de 1996.
En 1997, asumió la secretaría ejecutiva de la Fundación Ondazul y su proceso de reorganización. Fue candidato a la presidencia de la República por el Partido Verde en 1998. Al dejar la presidencia nacional del partido en 1999, asumió la vicepresidencia ejecutiva de la Fundación Ondazul. Habiendo sido primer concejal suplente de Río de Janeiro por el Partido Verde en las elecciones municipales de 1996, accedió al cargo en 1999. También publicó Ecología urbana y poder local, un ensayo sobre gestión ecológica.
En 2000, fue candidato a alcalde de Río de Janeiro; aunque no consiguió ser elegido, el nuevo alcalde, Cesar Maia, lo nombró secretario municipal de Urbanismo y presidente del Instituto Pereira Passos.
En 2005, reasumió la presidencia del Partido Verde en el estado de Río de Janeiro. En 2006, por divergencias políticas con el alcalde Cesar Maia, abandonó el cargo de secretario municipal de Urbanismo y pasó a la oposición. Fue candidato al Senado por el Partido Verde, obteniendo el tercer lugar. En 2008, se candidató nuevamente a concejal de la ciudad de Río de Janeiro, siendo elegido como el cuarto más votado. En las elecciones de 2010, coordinó la precandidatura de Marina Silva a la presidencia de la República y fue elegido diputado federal por el estado de Río de Janeiro.
En 2013, fue uno de los impulsores del partido Red de Sostenibilidad; sin embargo, cuando el TSE negó el registro del nuevo partido, Sirkis siguió a Marina Silva y se afilió al PSB. En 2014, asumió la presidencia de la Comisión Mixta de Cambio Climático del Congreso Nacional. Al aproximarse el proceso electoral, en protesta por la coalición del PSB con el PT en Río de Janeiro, renunció a su reelección como diputado federal. También se alejó discretamente de la Red de Sostenibilidad.
En 2015, crea el "think tank" Centro Brasil por el Clima (CBC). En 2016 asumió el cargo de secretario ejecutivo del Forum Brasileño de Cambio Climático, presidido por el presidente de la República y constituido por ministros del Gobierno y representantes de la sociedad civil.

## Obras
- A guerra da Argentina (1977)
- Os carbonários (1980)
- Roleta chilena (1981)
- Corredor polonês (1983)
- Silicone XXI (1985)
- Verde carioca (1996)
- Ecologia urbana e poder local (1999)
- O efeito Marina (2011).[14][15]
- "Megalópolis" (2012)